# (11496) Grass
(11496) Grass ist ein Hauptgürtelasteroid, der am 10. Januar 1989 von Freimut Börngen in Tautenburg entdeckt wurde. Der Asteroid wurde nach dem deutschen Literaturnobelpreisträger Günter Grass benannt.
Weitere Bahnparameter sind:
- Länge des aufsteigenden Knotens: 134,521°
- Argument des Perihels: 123,342°